# Munizip Tadschura’ wa-n-Nawahi al-Arbaʿ
Tadschura’ wa-n-Nawahi al-Arbaʿ (arabisch تاجوراء والنواحي الأربع, DMG Tāǧūrāʾ wa-n-Nawāḥī al-Arbaʿ) ist ein ehemaliges Munizip, das im Nordwesten der Libysch-Arabischen Republik lag. Es ging bei der Verwaltungsreform 2007 im Munizip Tripolis auf.

## Geographie
Im gesamten Gebiet von Tadschura’ wa-n-Nawahi al-Arbaʿ lebten 267.031 Menschen (Stand 2003) auf einer Fläche von insgesamt 1.430 km². Im Norden grenzte das Munizip an das Mittelmeer, am Hinterland grenzte es an folgende Munizipen:
- Munizip al-Murgub – Südosten
- Munizip Tarhuna wa-Msallata – Süden
- Munizip Tripolis – Westen